# اف‌ام دال
«اف‌ام دال» یا «عروسک م‌ب» (به انگلیسی: F.M. Doll) (در اصل «فاک-می دال» یا «عروسک منو بگا» نام داشت) ترانه‌ای از گروهٔ موسیقی آلترناتیو راک کوئینادرینا می‌باشد که در سال ۲۰۰۲ از سوی راف ترید رکوردز به‌عنوان تک‌آهنگ مستقل منتشر گردید.